# لوکا پاچونی
لوکا پاچونی (ایتالیایی: Luca Pacioni؛ زادهٔ ۱۳ اوت ۱۹۹۳) دوچرخه‌سوار اهل ایتالیا است.
از باشگاه‌هایی که در آن رکاب زده‌است می‌توان به اندرونی جوکاتولی–سیدرمک، تیم یوای‌ئی امارات، و ویلیر تریستینا–سله ایتالیا اشاره کرد.